# Eugène Kabongo
Eugène Kabongo (Léopoldville, Congo-Kinshasa, 3 de noviembre de 1960) es un exfutbolista y entrenador de fútbol de la República Democrática del Congo que jugaba en la posición de delantero.

## Carrera

### Club
| Periodo   | Club              | Apariciones | Goles |
| --------- | ----------------- | ----------- | ----- |
| 1983-1985 | RFC Seraing       | 27          | 20    |
| 1985-1986 | RC Paris          | 30          | 29    |
| 1986-1987 | RSC Anderlecht    | 9           | 1     |
| 1987-1990 | Olympique de Lyon | 97          | 65    |
| 1990–1992 | SC Bastia         | 26          | 15    |

### Selección nacional
Jugó para Zaire en 25 ocasiones de 1981 a 1991 y anotó 10 goles; participó en la Copa Africana de Naciones 1988.

### Entrenador
| Periodo | Club                            |
| ------- | ------------------------------- |
| 2002    | República Democrática del Congo |

## Logros

### Club
- Primera División de Bélgica (1): 1987
- Ligue 2 (2): 1986, 1989
- Supercopa de Bélgica (1): 1983

### Individual
- Goleador de la Ligue 2 en 1986 (29 goles)
- Mejor jugador de la Ligue 2 en 1989